# Detenzione amministrativa
La detenzione amministrativa è una misura di restrizione della libertà individuale applicata, senza processo giudiziale, per ragioni di sicurezza, di controllo dell'immigrazione o altri motivi.

## Italia
Nell'ordinamento italiano, la detenzione amministrativa riguarda essenzialmente il controllo dell'immigrazione. Gli immigrati irregolari vengono infatti trattenuti nei Centri di permanenza per i rimpatri (CPR), strutture utilizzate per identificare e rimpatriare le persone straniere presenti sul territorio italiano in maniera irregolare perché prive di permesso di soggiorno.
Noti fino al 2017 come Centri di identificazione ed espulsione (CIE), furono istituiti come Centri di permanenza temporanea (CPT) dalla legge Turco-Napolitano del 1998.
Nelle successive modifiche hanno visto aumentare il numero massimo di giorni di detenzione previsto da 30 giorni fino agli attuali 18 mesi stabiliti dal governo Meloni.
Secondo l'ultimo rapporto del Garante nazionale dei diritti delle persone private della libertà personale, le condizioni di vita nei CPR sono del tutto analoghe a quelli degli istituti di detenzione, con sbarre alle finestre, cancelli e porte. I detenuti sono privati della libertà, senza le garanzie previste dall'ordinamento detentivo giudiziale o ordinario.

## Israele

### Basi normative
Nell'ordinamento di Israele tale provvedimento si basa sulla Legge sull'autorità in stato d'emergenza emanata nel 1945 durante il mandato britannico della Palestina e modificata nel 1979.
Nel 1951 la Knesset in seduta plenaria invitò il Comitato per la Costituzione, Legge e Giustizia a redigere una proposta di legge per abrogare la detenzione amministrativa sulla base della violazione dei principi democratici. La norma non è stata modificata ed è ancora in vigore. Secondo B'tselem, il Centro israeliano di informazione per i diritti umani nei territori occupati, l'abrogazione non era possibile in quanto la normativa serviva come base giuridica per il governo militare che era in vigore per i cittadini arabi di Israele.

### Applicazione
Lo stato di detenzione amministrativa è usato prevalentemente nei casi in cui gli indizi disponibili consistono in informazioni ottenute per mezzo dei servizi segreti (in particolare lo Shin Bet), e nei casi in cui un processo pubblico potrebbe rilevare informazioni ritenute di sicurezza dalle forze israeliane. È prevalentemente applicato verso i presunti militanti pro-palestinesi e loro complici, ed è stato applicato anche verso cittadini israeliani (per esempio a seguito dell'uccisione di Yitzhak Rabin).
Il Ministro della difesa ha l'autorità di decidere detenzioni amministrative per un tempo superiore ai sei mesi qualora reputi che vi sia una ragionevele possibilità che il soggetto metta in pericolo la sicurezza nazionale. Lo stesso ministro può rinnovare l'ordine.
Un provvedimento di detenzione amministrativa può essere appellato presso la corte distrettuale e, se rigettato, alla suprema corte di Israele. La corte distrettuale può revocare la detenzione se reputa che tale provvedimento sia stato comminato per ragioni differenti dalla sicurezza nazionale (come crimini comuni, manifestazioni, ecc.). La vigilanza generale sulla corretta applicazione della norma spetta al Ministero della giustizia.
In Cisgiordania e nella Striscia di Gaza, ogni comandante dell'esercito locale può diramare un ordine di detenzione amministrativa, che può essere appellato presso la locale corte militare e, se negato, alla suprema corte. Anche in questo caso, l'ordine è valido per sei mesi, ma può essere rinnovato a tempo indefinito dall'autorità.
Israele basa l'uso della detenzione amministrativa nei territori occupati sull'articolo 78 della Quarta Convenzione di Ginevra che afferma «se la Potenza occupante ritiene necessario, per imperiosi motivi di sicurezza, di prendere misure di sicurezza nei confronti di persone protette, essa potrà tutt'al più imporre loro una residenza forzata o procedere al loro internamento.[...]». Tuttavia, secondo il vicepresidente del Consiglio europeo Luisa Morgantini, «la detenzione amministrativa è consentita dal diritto internazionale, ma soltanto con severe restrizioni alla sua applicazione, al fine di prevenire il pericolo per la sicurezza nazionale rappresentato da un particolare individuo. Israele non ha tuttavia mai specificato i criteri in base ai quali viene definito il concetto di "sicurezza nazionale". Pertanto il suo ricorso alla detenzione amministrativa viola le restrizioni previste dal diritto internazionale».

### Condizioni e numero di detenuti

Il grafico illustra il numero di persone in detenzione amministrativa in Israele

Secondo il rapporto del 2008 del relatore speciale delle Nazioni Unite John Dugard, «dal 1967 sono stati imprigionati più di 700.000 palestinesi. Attualmente nelle carceri israeliane vi sono in tutto circa 11.000 detenuti, tra i quali 376 minorenni, 118 donne, 44 membri del Consiglio legislativo palestinese e circa 800 persone in detenzione amministrativa».
Il 9 luglio 2008, il Presidente in carica del consiglio europeo, Jean-Pierre Jouyet, ha affermato che «il Consiglio invita Israele a intraprendere iniziative significative, in particolare come priorità la liberazione di donne, bambini e rappresentanti regolarmente eletti che si trovano in prigione o in detenzione amministrativa».